# Buddy Miller
Steven P. "Buddy" Miller (nacido el 6 de septiembre de 1952) es un cantante, compositor, músico, artista de grabación y productor estadounidense que actualmente vive en Nashville, Tennessee. Está casado y ha grabado con la cantante y compositora Julie Miller.

## Primeros años y carrera musical
Mientras vivía en Nueva York durante los últimos años de la década de los 70 del siglo pasado, Miller formó la Buddy Miller Band, en la que se incluía a la cantante y compositora Shawn Colvin en voces y guitarra.
Miller se trasladó a Nashville en los años 90, en donde trabajó como guitarrista y vocalista de sesiones de grabación, y comenzó a producir sus propias canciones en su estudio instalado en su salón. Su primera grabación en solitario, “Your Love and Other Lies”, fue lanzada en 1995. Fue seguido por “Poison Love” en 1997 y “Cruel Moon” en 1999. Él y su esposa, Julie Miller, publicaron “Buddy y Julie Miller” en 2001, con el que ganaron el premio al álbum del año de la Americana Music Association.

## Giras y actuaciones
Miller realizó giras como guitarrista principal y vocalista para Emmylou Harris, Spyboy Band, Steve Earle en "El Corazón Tour", Shawn Colvin, Linda Ronstadt, Jimmie Dale Gilmore y Patty Griffin. En 2002, Miller realizó una gira como parte de The Down From The Mountain Tour con Alison Krauss y Unión Station. En 2004 realiza una gira con Emmylou Harris, Patty Griffin, Gillian Welch y David Rawlings formando parte de la banda Sweet Harmony Traveling Revue.
También participó en 2008 en el  Robert Plant y Alison Krauss's Raising Sand Tour por EE. UU. y Europa. Entonces se unió a Emmylou Harris, Patty Griffin y Shawn Colvin en la gira "Three Girls and Their Buddy". Durante esta gira, después de una actuación en Baltimore el 19 de febrero de 2009, Miller sufrió un ataque al corazón. Se sometió a una cirugía de triple bypass en el hospital Johns Hopkins el 20 de febrero.
En 2010 Miller se unió otra vez a Robert Plant y Patty Griffin en "The Plant's Band of Joy", haciendo otra vez  una gira por USA y Europa. En 2012 realizó una nueva gira, esta vez con Jim Lauderdale, correspondiente al álbum “Buddy and Jim”.

## Grabaciones

### Productor discográfico
Miller ha producido numerosos álbumes para diversos artistas, incluyendo  Richard Thompson, Shawn Colvin, The Devil Makes Three, Allison Moorer, The Wood Brothers, The Carolina Chocolate Drops,  The McCrarys, y Ralph Stanley,  Lauderdale and Jimmie Dale Gilmore. También ha coproducido álbumes con Robert Plant, Jim Lauderdale y Jimmie Dale Gilmore.
En 2006 Solomon Burke grabó su álbum de country Nashville con Miller. Emmylou Harris, Patty Griffin, Gillian Welch y Dolly Parton, quienes aparecen como compañeras de dúo.
Miller produjo el trabajo de Patty Griffin "Downtown Church", que fue publicado en 2010 y ganó un Premio Grammy en la categoría Mejor Álbum de Gospel Tradicional el 13 de febrero de 2011.
Ha producido sus propios álbumes así como otros para y con su mujer, la cantante-compositora Julie Miller.

### Trabajo de sesión
Miller ha coproducido y actuado en el disco de Jimmie Dale Gilmore del año 2000 "One Endless. También ha aparecido en varios álbumes de la compositora y cantante Lucinda Williams.[cita necesitada]
Ha trabajado como instrumentista o vocalista en álbumes de Johnny Cash, Levon Helm, Lee Ann Womack, Patty Griffin, Emmylou Harris, Victoria Williams, Shawn Colvin, Bobby Bare, Chris Knight, John Fogerty, The Chieftains, Frank Black, Rodney Crowell, Dixie Chicks, Elvis Costello, Alison Krauss y Rober Plant.[cita requerida] También ha trabajado como ingeniero de sonido o mezclas en discos de Willie Nelson, Emmylou Harris, Shawn Colvin, Jim Lauderdale, y Patty Griffin.[cita requerida]

### Compositor
Levon Helm, Patty Griffin, Emmylou Harris, Lee Ann Womack, Dixie Chicks, Hank Williams III, Dierks Bentley, Patty Loveless, y   han grabado canciones escritas por Miller.

### Película y televisión
Miller firmó como productor para la serie de televisión de ABC TV Nashville en 2012. Fue productor ejecutivo de música en la segunda y tercera temporada. También fue productor musical y director musical para "Nashville: On The Record Live Specials".(23)
Junto con Don Was, Miller fue director musical de "The Life Songs of Emmylou Harris tribute concert".(24)
También fue director musical y líder de la banda específicamente creada para el programa emitido en AXS TV y PBS para la Americana Music Association's Honors & Awards.
La canción de Tom T., "That's How I Got To Memphis" apareció en el episodio final de la serie de HBO "The Newsroom" en 2014 en una versión grabada por Miller.
El drama político Starz "The Boss" utilizó la producción de Plant y Miller "Satan, Your Kingdom Must Come Down" como su tema de presentación.
Miller produjo la pista "Beyond the Blue" interpretada por Emmylou Harris y Patty Griffin  para la película del año 2000 "Where The Heart is".
En 2015 apareció en la canción de Christina Aguilera "Shotgun", escrita para su aparición en Nashville.[cita requerida]

## Premios, reconocimientos y otras actividades
Entre 2002 y 2013, Miller ganó doce premios de la Americana Music Honors & Awards y estuvo nominado para otros siete. Desde 2005,  ha dirigido la Americana All Star Band, que actúa con los artistas nominados durante la ceremonia de la Americana Music Honors & Awards, celebrada anualmente en el Ryman Auditorio.

### Premios y nominaciones de la Americana Music Honors & Awards.
| Año  | Premio                                                                                  | Resultado |
| ---- | --------------------------------------------------------------------------------------- | --------- |
| 2002 | Artista del Año                                                                         |           |
| 2002 | Álbum del Año (Buddy & Julie Miller)                                                    |           |
| 2003 | Instrumentista del Año                                                                  |           |
| 2003 | Álbum del Año (Midnight & Lonesome)                                                     |           |
| 2005 | Artista del Año                                                                         |           |
| 2005 | Canción del Año (Worry Too Much escrita por Mark Heard e interpretada por Buddy Miller) |           |
| 2005 | Álbum del Año (Universal United House of Prayer)                                        |           |
| 2007 | Instrumentista del Año                                                                  |           |
| 2008 | Instrumentista del Año                                                                  |           |
| 2009 | Instrumentista del Año                                                                  |           |
| 2009 | Álbum del Año                                                                           |           |
| 2009 | Canción del Año                                                                         |           |
| 2009 | Duo/Grupo del Año (Buddy y Julie Miller)                                                |           |
| 2009 | Artista del Año                                                                         |           |
| 2010 | Instrumentista del Año                                                                  |           |
| 2011 | Instrumentista del Año                                                                  |           |
| 2011 | Artista del Año                                                                         |           |
| 2012 | Instrumentista del Año                                                                  |           |
| 2013 | Duo/Grupo del Año (con Jim Lauderdale)                                                  |           |
| 2013 | Artista del Año                                                                         |           |
| 2013 | Álbum del Año (Buddy & Jim - Buddy Miller y Jim Lauderdale)                             |           |

La revista "No Depression" lo nombró Artista de la Década en 2008.
Tiene una firma de guitarra acústica hecha por la compañía Fender, y frecuentemente utiliza modelos vintage de guitarras eléctricas Wandré.[cita requerida]

## Radio
Miller y su viejo amigo y colaborador Jim Lauderdale formaron equipo en 2012 para producir The Buddy & Jim Radio Show, retransmitido en Outlaw Country.[not in citation given]

## Discografía
| Año  | Álbum                                              | Posiciones más altas | Posiciones más altas | Posiciones más altas | Posiciones más altas | Posiciones más altas | Discográfica   |
| Año  | Álbum                                              | US Country           | US Christian         | US                   | US Heat              | US Indie             | Discográfica   |
| ---- | -------------------------------------------------- | -------------------- | -------------------- | -------------------- | -------------------- | -------------------- | -------------- |
| 1995 | Man on the Moon (Buddy Miller and the Sacred Cows) |                      |                      |                      |                      |                      | Coyote         |
| 1995 | Your Love and Other Lies                           |                      |                      |                      |                      |                      | HighTone       |
| 1997 | Poison Love                                        |                      |                      |                      |                      |                      | HighTone       |
| 1999 | Cruel Moon                                         |                      |                      |                      |                      |                      | HighTone       |
| 2001 | Buddy & Julie Miller (with Julie Miller)           | 45                   |                      |                      | 41                   |                      | HighTone       |
| 2002 | Midnight and Lonesome                              | 50                   |                      |                      |                      |                      | HighTone       |
| 2004 | Love Snuck Up (with Julie Miller)                  |                      |                      |                      |                      |                      | HighTone       |
| 2004 | Universal United House of Prayer                   | 64                   | 40                   |                      |                      |                      | New West       |
| 2008 | The Best of the HighTone Years                     |                      |                      |                      |                      |                      | Shout! Factory |
| 2009 | Written in Chalk (with Julie Miller)               |                      |                      | 159                  | 3                    |                      | New West       |
| 2011 | The Majestic Silver Strings                        | 37                   |                      |                      | 8                    | 41                   | New West       |
| 2012 | Buddy & Jim (with Jim Lauderdale)                  | 67                   |                      |                      | 20                   |                      | New West       |
| 2016 | Cayamo: Sessions at Sea                            | 30                   |                      |                      | 12                   | 31                   | New West       |